# Metop
Cet article possède un paronyme, voir Métope (homonymie).

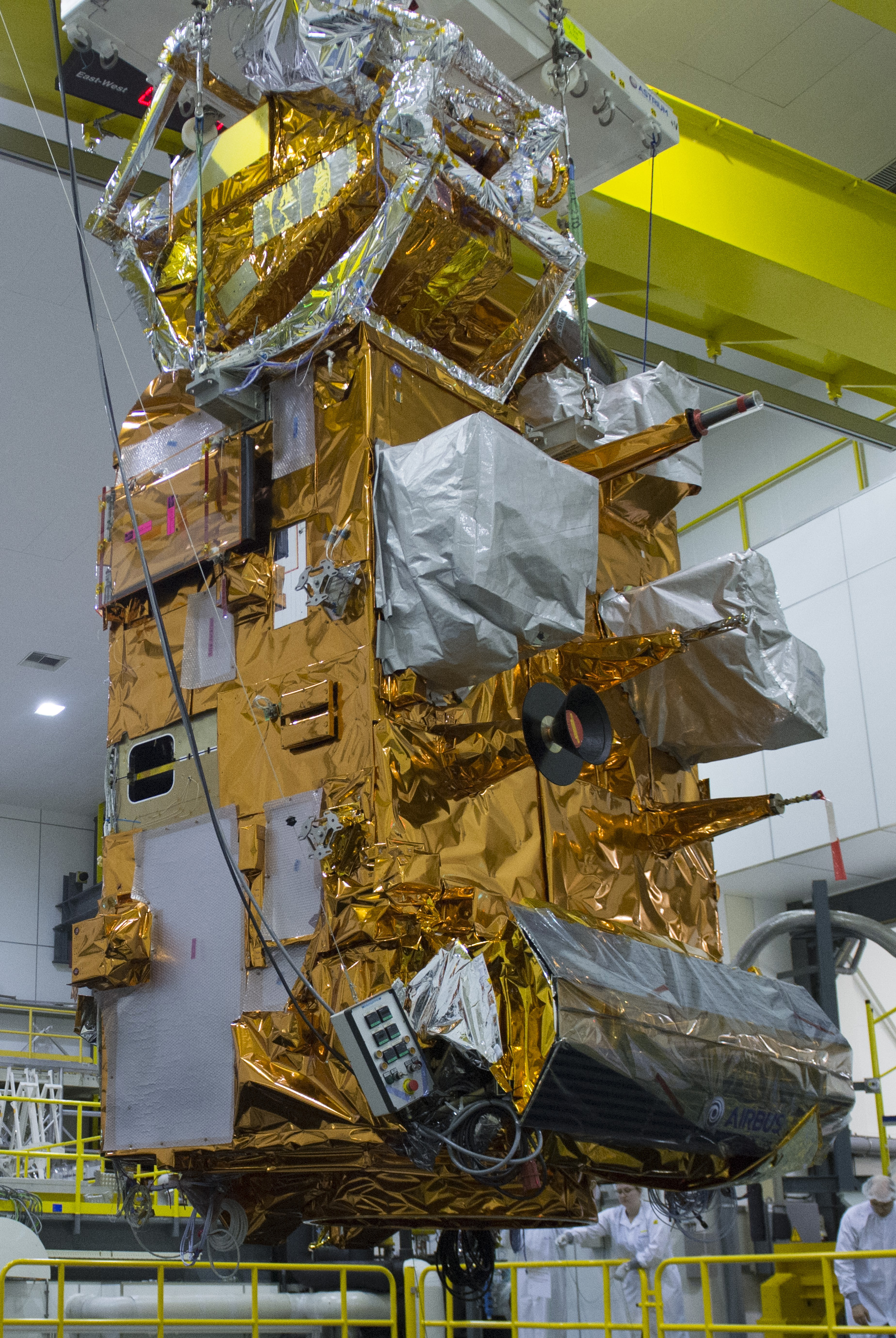
La charge utile du satellite MetOp-C, en cours d'installation dans le simulateur d'environnement spatial (LST) de l'ESTEC (Centre spécialisé de l'Agence spatiale européenne.

Metop est une famille de trois satellites météorologiques placés en orbite polaire héliosynchrone et développés conjointement par l'Agence spatiale européenne (ESA) et EUMETSAT. Fabriqués par la société EADS Astrium Satellites, ils devraient fournir des données d'observation jusqu'en 2020. Ils embarquent onze instruments de mesure dont le capteur IASI élaboré par le CNES et réalisé par Alcatel Space dans l'établissement de Cannes. Metop-A a été placé en orbite en 2006, Metop-B en 2012, le lancement du troisième satellite a été effectué le mercredi 7 novembre 2018.

## Historique
À l’origine, la première génération de satellite MetOp faisait partie d’un concept de satellite plus vastes appelés POEM pour Polar-Orbit Earth Observation en partenariat avec EUMETSAT et la NOAA. De plus, ce programme avait pour but de remplacer la famille de satellites ERS.
Cependant, au cours des années 90, le possible retrait des satellites TIROS  dans le cadre de la mission POEM conduira à la mise en place des programmes EPS (EUMETSAT Polar System) et Envisat en 1992.
Le programme EPS sera finalement approuvé en septembre 1998, presque simultanément avec la coopération entre la NOAA et l’EUMETSAT dans le programme IJPS (Initial Joint Polar System) en novembre 1998, qui permet l’échange de données entre les deux contributeurs.
MetOp-A et B ont été lancés respectivement en 2006 et 2012 à bord de la fusée Soyuz depuis le cosmodrome de Baïkonour au Kazakhstan, tandis que MetOp-C a été aussi lancé par une fusée Soyuz, mais depuis le centre spatial guyanais en Guyane Française.
À ce jour, seuls les satellites MetOp-B et C sont encore actifs :
- MetOp-A fut desorbité entre Septembre et décembre 2021, suivi de la déconnexion définitive le 1 Décembre[3].
- MeTop-B est toujours en activité après les 5 ans de vie annoncés. Cependant, certains capteurs présents à bord du satellite ont été déclarés hors-service[4].
- MetOp-C est lui aussi en activité et pleinement opérationnel [4].

## Fonctionnement
Le satellite est placé sur une orbite polaire héliosynchrone quasi circulaire de 820 km avec une inclinaison de 98,7°. Il survole la totalité du monde tous les jours en passant au-dessus de chaque zone en début de matinée (passage à 9 h 30 locale au nœud descendant) et en soirée (~21 h 30 locale). Son cycle, durée entre deux passages au-dessus du même point, est de 29 jours en 412 orbites.

## Caractéristiques

### Charge utile
Les satellites Metop embarquent douze instruments de mesures météorologiques :
- IASI : Interféromètre atmosphérique de sondage dans l'infrarouge ;
- MHS : sondeur hyperfréquences pour la détermination de l’humidité ;
- GOME 2 : surveillance de l’ozone à l’échelle du globe ;
- ASCAT : diffusiomètre de pointe ;
- GRAS : récepteur GNSS de sondage atmosphérique ;
- AVHRR 3 : radiomètre de pointe à très haute résolution ;
- AMSU/A : sondeur hyperfréquences de technologie avancée ;
- HIRS : sondeur haute résolution du rayonnement infrarouge ;
- SEM 2 : spectromètre pour la mesure des flux de particules ionisés dans l’espace ;
- système Argos ;
- deux charges utiles de recherche et de sauvetage pour le réseau international Cospas-Sarsat.

## Déploiement
| Date et heure (UTC)        | Désignation | Lanceur            | Site de lancement       | Identifiant COSPAR | Statut       | Notes |
| -------------------------- | ----------- | ------------------ | ----------------------- | ------------------ | ------------ | ----- |
| 19 octobre 2006, 16 h 28   | MetOp-A     | Soyouz 2.1a/Fregat | Baïkonour               | 2006‑044A          | hors-service | [ 6 ] |
| 17 septembre 2012, 16 h 28 | MetOp-B     | Soyouz 2.1a/Fregat | Baïkonour               | 2012‑049A          | Opérationnel | [ 7 ] |
| 7 novembre 2018, 0 h 47    | MetOp-C     | Soyouz ST-B        | Centre spatial guyanais | 2018‑087A          | Opérationnel | ,     |